# Adam Stefanow
Adam Stefanow (Nowa Sól, 22 marzo 1994) è un giocatore di snooker polacco.

## Carriera

### 2015-2018
Nel 2015 Adam Stefanow vince il Polish Amateur Championship, battendo Mateusz Baranowski in finale, per 7-2. Nella stagione 2016-2017 viene invitato a 7 eventi nel Main Tour, nel primo di questi, il Riga Masters, il polacco riesce a qualificarsi sconfiggendo Ben Woollaston 4-1, ma viene eliminato da Darren Morgan al primo turno. In due sole occasioni avanza fino al secondo turno, allo Scottish Open e al Welsh Open. Al termine dell'annata partecipa alle qualificazioni per il Campionato mondiale, uscendo subito al primo turno preliminare. Nell'edizione 2018, Stefanow batte Gary Wilson al primo, perdendo poi al secondo contro Thepchaiya Un-Nooh.

### Stagione 2018-2019
Malgrado la sconfitta nella finale del WSF Championship, il polacco guadagna lo stesso una carta d'accesso di due stagioni da professionista. Nella sua prima annata ufficiale, Stefanow porta a casa solamente due incontri, il primo turno dell'English Open e le qualificazioni per il China Open, in cui sconfigge il campione del mondo 2005 Shaun Murphy.

## Ranking
| Stagione  | Ranking iniziale | Ranking finale |
| --------- | ---------------- | -------------- |
| 2018-2019 | Non classificato | 120            |
| 2019-2020 | 90               |                |